# Максуд Герай
Максу́д Гера́й (Гире́й) (крым. Maqsud Geray, مقصود كراى‎; 1720—1780) — крымский хан в 1767—1768 и 1771—1772 годах, из династии Гераев. Сын хана Селямета II Герая.

## Биография
В 1748 — 1756 годах Максуд Герай занимал должность нурэддина при крымском хане Арслане Герае.
В 1762 — 1764 годах был калгой-султаном при хане Кырыме Герае.
В 1767 году впервые назначен ханом вместо умершего на пути в Крым Арслана Герая, но вызвал неудовольствие османского султана своими военными поражениями и бездеятельностью и потому получил отставку. Первое правление длилось один год и два месяца.
В 1771 году во второй раз получил ханский титул уже тогда, когда Крым, оккупированный русской армией, вышел из-под султанского контроля. Поскольку подходы к полуострову были перекрыты российскими войсками и территориями подчинившихся России ногайских племен, хан на берегах Дуная ожидал благоприятной возможности для прохода в Крым с запада. Тем временем его двоюродный брат Мехмед Герай вышел на восток — в Черкесию, чтобы поднять там местное население на борьбу за освобождение страны. Ожидание ещё продолжалось, когда султан организовал новую экспедицию в Крым под командованием Девлета IV Герая. Максуд Герай, посчитав это знаком недоверия со стороны султана, покинул Дунай и ушёл в своё имение в Турции.
Максуд Герай ошибся в истолковании распоряжения султана, но было поздно: за самовольную отлучку султан лишил его ханского звания и отправил в ссылку. Второе правление Максуда Герая длилось семь месяцев. Несмотря на политические неудачи, Максуда Герая описывали как умного человека со многими достоинствами. 
Скончался в своём поместье в Турции в 1780 году.